# Klein-Cornwallis
Klein-Cornwallis (Engels: Little Cornwallis Island) in de Noordelijke IJszee is een van de Koningin Elizabetheilanden in Canadese Arctische Archipel. Bestuurlijk behoort het tot het territorium Nunavut.
Het is gelegen tussen de eilanden Bathurst en Cornwallis (Canada) en is onbewoond. Het heeft een oppervlakte van 412 km².
In 1960 werd er lood en zink in de bodem gevonden. Pas begin jaren tachtig werd begonnen met de exploitatie van een mijn, de Polaris Mine. In augustus 2002 werd ze wegens uitputting gesloten. Er was toen 20 miljoen ton metaal gedolven.